# Big Hits and Nasty Cuts
Big Hits and Nasty Cuts - The Best of Twisted Sister è una raccolta pubblicata nel 1992 dal gruppo heavy metal statunitense Twisted Sister.

## Tracce
Testi e musiche di Snider, tranne dove indicato.
1. We're Not Gonna Take It – 3:39
2. I Wanna Rock – 3:03
3. I Am (I'm Me) – 3:35
4. The Price – 3:49
5. You Can't Stop Rock 'n' Roll – 4:42
6. The Kids Are Back – 3:17
7. Shoot 'Em Down – 3:54
8. Under the Blade – 4:40
9. I'll Never Grow Up, Now! – 4:08
10. Bad Boys (Of Rock 'n' Roll) – 3:19
11. What You Don't Know Sure Can Hurt You (live) – 5:09
12. Destroyer (live) – 4:38
13. Tear It Loose (live) – 3:05
14. Run for Your Life (live) – 3:38
15. It's Only Rock & Roll (But I Like It) (live) – 10:12 (Jagger, Richards) – The Rolling Stones Cover
16. Let the Good Times Roll/Feel So Fine (live) – 4:15 (Goodman, Lee) – Shirley & Lee Cover

## Formazione
- Dee Snider - voce
- Eddie "Fingers" Ojeda - chitarra
- Jay Jay French - chitarra
- Mark "The Animal" Mendoza - basso
- A. J. Pero - batteria